# Final Fantasy Crystal Chronicles: My Life as a King
Final Fantasy Crystal Chronicles: My Life as a King è un videogioco gestionale per Wii dipanato su 23 missioni lanciato da Square Enix sul canale WiiWare alla sua inaugurazione il 20 maggio; questo titolo è il terzo capitolo della serie Crystal Chronicles, occupa 287 blocchi di memoria e costa 1500 Wii points
Square Enix ha annunciato che Crystal Chronicles: My Life as a King avrà contenuti aggiuntivi come nuovi livelli, nuovi oggetti o personaggi inediti.

## Modalità di gioco
Il giocatore impersona il piccolo re Leo, che con il potere di un cristallo fatato, dovrà ricostruire il suo regno. Infatti, la magica pietra darà la possibilità di erigere edifici e soddisfare il popolo, costruendo case, forni, negozi, armerie ecc. Per assicurare il rifornimento delle risorse alla costruzione della città, il giocatore potrà controllare i cittadini, incaricandoli di svolgere varie mansioni. Il giovane monarca dovrà anche allestire truppe per difendere il regno dai nemici.

## Accoglienza
Ancor prima di arrivare sul suolo europeo questo gioco ha già raccolto svariate critiche per via del fatto che, oltre ad essere il gioco più costoso del WiiWare è anche il meno longevo e per via del fatto che molti dei componenti che avrebbero potuto essere implementati direttamente nel gioco vanno invece acquistati a parte costringendo i giocatori a dover sborsare molti più soldi del necessario.
A pesare ulteriormente sul gioco c'è anche il fatto che è uno dei pochi titoli disponibili per WiiWare a non essere tradotto in italiano.